# Todd Replogle

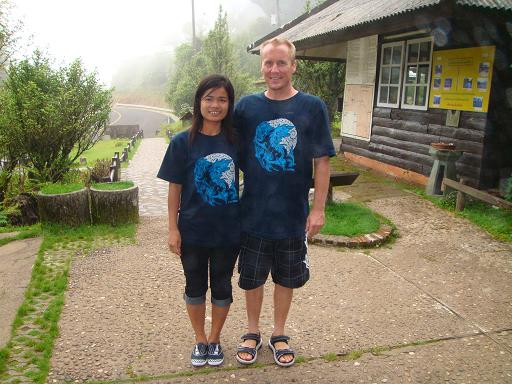
Replogle y su esposa Malisa en el parque nacional Doi Inthanon, Tailandia.

Todd Jason Replogle es un programador de videojuegos, conocido por ser el cocreador de la serie Duke Nukem. Replogle se graduó en la escuela secundaria Soquel High School en Soquel, California como miembro de la clase de 1986.
Tras la publicación de Duke Nukem 3D, Replogle comenzó a hacer algo de experimentación técnica en lo que más tarde se convertiría en Duke Nukem Forever. Poco tiempo después se retiró de la industria de los videojuegos en 1997.
Todd vive con su esposa Malisa y su hijo Tyler en Surin, Tailandia.

## Videojuegos
- Caves of Thor
- Monuments of Mars
- Dark Ages
- Cosmo's Cosmic Adventure
- Duke Nukem
- Duke Nukem II
- Duke Nukem 3D